# Paul Naschy
Paul Naschy, nome artístico de Jacinto Molina Álvarez, (Madrid , 6 de setembro de 1934 - Madrid, 30 de novembro de 2009) foi um ator, roteirista e diretor de cinema espanhol, que trabalhou principalmente em filmes de terror. No Brasil, ele foi protagonista do filme Um Lobisomem na Amazônia, de Ivan Cardoso.